# ПК каиш
ПК каиш је један континуирани вишеканални каиш који се користи у возилима за погоњење периферних уређаја као што су алтернатор, серво пумпа волана, пумпа за воду, компресор климе итд. Каиш наводе ролер и затезач (шпанер). У неки случајевима где није потребан велики обртни момент леђна страна (глатка) каиша погони неки уређај.